# 贝德禄
爱德华·科尔伯恩·巴伯（德語：Edward Colborne Baber，1843年4月30日—1890年6月16日），中文名贝德禄，是英国外交官、东方研究者。

## 生平
1843年，贝德禄出生。1866年贝德禄任驻华使馆翻译学生，1876年参与调查马嘉理事件。1877年任驻重庆代领事，1880年任驻华使馆汉务参赞，1885年任朝鲜总领事。1886年任驻八莫代表。1890年，贝德禄去世。

## 作品
- 《中国西部的旅行与研究》